# Гаррі Воррен
Га́рі Во́рен (англ. Harry Warren, уроджений — Salvatore Antonio Guaragna; 24 грудня 1893 — 22 вересня 1981) — американський кінокомпозитор.
Народився у Брукліні, самостійно навчився грати на роялі й у віці 15 років працював акомпаніатором для німого кіно. Після військової служби був демонстратором пісень у музичному видавництві «Шапіро, Бернстайн і Ремік». У 1922 мав успіх із власною піснею «Rose of the Rio Grande», а в 1928 з хітом «Nagasaki». У наступні роки Ворен працював із провідними Голлівудськими компаніями — «Ворнер Бразерс» (1932—1939), «XX століття — Фокс» (1940—1944), «МГМ» (1944—1952) і «Парамаунт» (1952—1961). Тексти для його пісень писали Ел Дюбін, Джоні Мерсер, Артур Фрид і Гарольд Адамсон, а найвідомішими фільмами з його музикою були «42-та вулиця» (1933) «Дами», «Гелло, Фриско, гелло» (1943) та «Дівчата Гарвея» (1945). Пісня «Чатануга чу-чу» стала першою золотою платівкою в історії звукозапису.
Після Голлівуду у 1960-ті роки Гарі Ворен працював вільним автором. Найпопулярніші пісні лягли в основу мюзиклу «The Lullaby of Brodway or Harry Who», який вийшов у Бродвеї у 1979 році. Помер Гарі Ворен в Лос-Анджелесі.